# 市井词典
（意为“市井词典”或“城市词典”）是一个解释英语俚语词汇的在线词典，由Aaron Peckham于1999年创立。截至2010年4月，这个网站拥有486万个词汇的定义。词汇数量每天都在不断增加。这些词汇定义由志愿者通过注册该网站后编辑提交，网站访问者可以对这些定义做出评定。该网站每月大概有1500万的流量，其中80%的用户是25岁以下的年轻人。

## 历史
网站第一个词汇是“the man”

## 内容
内容涵盖俚语、流行词汇、亚文化词汇或者某种现象的定义，有些定义在标准词典中无法找到，该网站上大多数的词汇都有多重定义，还附有例句和网络标签。
网站指导原则是推荐大家避免一些诸如内部笑话（流传范围很小）、平常人的内容（不出名的）、没道理的内容、广告或者描写性暴力的定义。

## 品質管制
註冊用户可以对新上传的词汇定义进行投票，当赞成的票数多于反对的票数之后，这个词汇的定义才会出现在该网站上，对于出现在网站上的词汇定义，网站的任何浏览者都可以用“Up”（赞成）或“down”（反对）的方式来做评定。

## 延伸閲讀
Aaron Peckham 出的书
- Peckham, Aaron. . Kansas City, Missouri: Andrews McMeel Publishing, L.L.C. 2005: 320  [2013-01-03]. ISBN 0-7407-5143-3. （原始内容存档于2014-08-13）.
- Peckham, Aaron. . Kansas City, Missouri: Andrews McMeel Publishing, L.L.C. 2007: 240  [2013-01-03]. ISBN 0-7407-6875-1. （原始内容存档于2014-08-13）.

印刷品
- NobleWorks Cards（英语：Nobleworks）, , Union City, New Jersey, 2013  [2013-03-03], （原始内容存档于2013-04-30）

## 外部連結
- 官方网站
- 市井词典的X（前Twitter）
- 市井词典的Facebook專頁